# Рамос, Иполито
Ипо́лито Ра́мос Марти́нес (исп. Hipólito Ramos Martínez; 30 января 1956) — кубинский боксёр минимальной весовой категории, выступал за сборную Кубы во второй половине 1970-х — первой половине 1980-х годов. Серебряный призёр летних Олимпийских игр в Москве, чемпион Центральной Америки и Карибского бассейна, победитель многих международных турниров и национальных первенств.

## Биография
Иполито Рамос родился 30 января 1956 года, уже в раннем детстве начал активно заниматься боксом. Первого серьёзного успеха на ринге добился в 1977 году, когда на местном турнире «Хиральдо Кордоба Кардин» выиграл в минимальном весе серебряную медаль, уступив лишь соотечественнику Хорхе Эрнандесу. Год спустя взял серебро на чемпионате Кубы, проиграв в финале Рамиресу Гуантанамо, а ещё через год добавил в послужной список вторую серебряную награду «Хиральдо Кордоба». Также поучаствовал в матчевых встречах со сборной командой США и побывал на международном турнире в Болгарии, откуда привёз медаль золотого достоинства.
Благодаря череде удачных выступлений в 1980 году удостоился права защищать честь страны на летних Олимпийских играх в Москве — в четвертьфинале и полуфинале победил таких титулованных бойцов как Дьёрдь Гедо и Ивайло Маринов соответственно, однако в решающем матче со счётом 3:2 был побеждён советским боксёром Шамилем Сабировым.
В 1981 году Рамос занял первое место на чемпионате Центральной Америки и стран Карибского бассейна, стал чемпионом национального первенства в минимальной весовой категории. На чемпионате мира 1982 года в Мюнхене планировал побороться за медали, но вылетел из борьбы уже на отборочном этапе, проиграв 2:3 малоизвестному боксёру из Доминиканской Республики. Впоследствии продолжал выходить на ринг ещё в течение пяти лет, был призёром нескольких национальных турниров, однако выдающихся результатов на международной арене уже не показывал. Завершил карьеру спортсмена в 1987 году.